# 野口伸
野口 伸(のぐち のぼる、1961年7月17日 - ) は、日本の農業工学者。北海道大学大学院農学研究院研究院長・教授。日本学術会議連携会員、日本生物環境工学会理事長。専門は農業情報工学、農業ロボット工学。食料生産システムのロボット化やICTに関わる研究に取り組んでいる。

## 経歴
北海道三笠市生まれ。山口県下関市で育ち、山口県立豊浦高等学校を卒業後、「生まれ故郷で農業の勉強をしたい」と思い、北海道大学農学部に入学。1990年北海道大学大学院農学研究科農業工学専攻博士課程修了後、北海道大学農学部助手に採用される。1997年同大学大学院農学研究科助教授、2004年教授に就任する。2016年10月から2019年3月まで内閣府戦略的イノベーション創造プログラム(SIP)第1期「次世代農林水産業創造技術」プログラムディレクターを務めた。SIP第2期「スマートバイオ産業・農業基盤技術」ではプログラムディレクター代理。
2018年刊行の池井戸潤著『下町ロケット ヤタガラス』に協力し、テレビドラマ化には技術監修として協力した。また、ドラマでTEAM NACSの森崎博之が演じた野木博文のモデルであり、森崎と講演会を行ったこともある。

## 研究活動
大学院博士課程ではアルコールディーゼル機関に関する研究を行った。アルコールの完全燃焼を促進するため超音波微粒化供給法の開発、軽油・アルコール燃焼解析、軽油・アルコールの2燃料制御法の研究を行った。非線形性が強いエンジンの制御問題を扱ったことが、その後の農業ロボット制御に関する研究の基礎となった。
1992年から農業ロボット研究に着手した。当時、農作業ロボット研究で国内をリードしていた生研機構基礎技術研究部（現在：農研機構農業技術革新工学研究センター）に交流研究員として所属し、農林水産省農業機械等緊急開発事業のもと1993年から5カ年の研究開発プロジェクトに参画した。自動追尾機能を有したトータルステーションを航法センサとした耕うんロボットの開発に携わった。
1997年に米国イリノイ大学農業工学科に留学した。John F. Reid教授(現在：Director, Product Technology and Innovation, Deere & Company)のもと研究を行った。GPSベースのロボットトラクタ開発と作物の生育状態をリアルタイムで検出できるMSIS（Multi-spectral imaged system）の2課題に携わった。特に自然環境下の自律走行を安定化させるためのGPSを中核としたマルチセンサフュージョンの研究を行った。1998年帰国と同時にCNH―イリノイ大学―北海道大学の共同研究が開始し、3か年イリノイ大学客員准教授を併任して共同研究を実施した。
その後も国内外の研究機関と農業ロボット研究プロジェクトを数多く推進するとともに、複数ロボットの協調作業法、複数ロボットの最適運用法などの理論研究、低空・衛星リモートセンシングなど精密農業に関する研究を行ってきた。近年はJAXAと共同で準天頂衛星システム利用の農業ロボット研究に加え、作物窒素ストレスセンサや小麦タンパク含量センサの開発など農業のICTをリードする研究を行っている。
2012年に英国Royal Academy of Engineeringから” Development of 3rd generation of agricultural robots”のテーマでDistinguished Visiting Fellowship Awardを受賞し、Harper Adams Universityに2012年11月に3週間招聘され、EU-Japan共同研究計画立案や英国の企業・大学において講演活動を行った。さらに、農業ロボット研究の業績から文藝春秋（2013年2月号）の特集『10年後の日本を担う逸材108人』の科学・技術分野14人の中の一人に選ばれた。
日本生物環境工学会の会長就任を機に近年社会的に注目されている植物工場をシステム工学の観点から論説することで、植物工場に関する科学技術の発展に資する活動を行っている。
複雑系で学術的にも極めてユニークな太陽光植物工場の最適環境制御・インテリジェント化に関心をもち、橋本康愛媛大学名誉教授指導のもとスマート植物工場のあり方を模索している。

### 公的活動
2011年から3期6年日本生物環境工学会の会長、2017年から理事長を務める。2006年4月から2009年3月まで日本学術振興会学術システム研究センター専門研究員(農業工学)を務めた。また日本学術会議では第20期に最年少で会員に選ばれ、第22期の3期9年間会員を務める。第22期は食料科学委員長である。農学委員会・食料科学委員会合同農業情報システム学分科会委員長は3期務め、2008年には「提言 / IT・ロボット技術による持続可能な食料生産システムのあり方」を発出した。また、2011年には「報告 / 知能的太陽光植物工場の新展開」を公開し、今後の植物工場の発展のあり方について提言をまとめた。2014年に「提言 / 農林水産業への地球観測・. 地理空間情報技術の応用」を発出した。
- 日本生物環境工学会 理事長
- イタリア・ボローニャクラブ 会員
- 日本農業工学会 副会長

## 受賞
- 1994年： 農業機械学会研究奨励賞
- 1997年： 日本機械学会ロボティクス・メカトロニクス部門賞
- 1998年： 農業機械学会学術賞
- 2000年： 農業機械学会森技術賞
- 2000年： 国際農業工学会(CIGR)技術貢献賞
- 2001年： Best-Paper Award from IET of ASAE
- 2003年： 農業情報学会奨励賞
- 2004年：日本生物環境調節学会貢献賞
- 2006年： 農業情報学会学術賞
- 2006年： 農業情報学会橋本賞
- 2010年： 農業機械学会論文賞
- 2011年： 日本生物環境工学会特別国際学術賞
- 2012年： 北海道大学研究総長賞
- 2012年： Distinguished Visiting Fellowship Award (Royal Academy of Engineering, UK)
- 2013年： 農業情報学会フェロー
- 2013年： 日本生物環境工学会フェロー
- 2013年：宇宙開発利用大賞 内閣府特命担当大臣（宇宙政策）賞
- 2013年：日本生物環境工学会フェロー
- 2014年：日本生物環境工学会論文賞
- 2015年：日本農業工学会賞
- 2015年：日本農業工学会フェロー
- 2016年：日本農学賞
- 2016年：読売農学賞
- 2016年 : 日本生物環境工学会特別功績賞
- 2016年：農業情報学会新農林社国際賞
- 2017年：北海道科学技術賞
- 2017年 : 北海道総合通信局長表彰
- 2017年 : 日本生物環境工学会特別研究功績賞
- 2020年：日本生物環境工学会パラダイム・シフト大賞
- 2021年：北海道大学ディスティングイッシュトプロフェッサー
- 2022年：「情報通信月間」総務大臣表彰

## 著書

### 共著
- 『生物生産のための制御工学』 朝倉書店、2003
- 『新農業情報工学』（農業情報学会編） 養賢堂、2004
- 『新農業環境工学』（日本生物環境調節学会編） 養賢堂、2004
- 『農業ロボット(I)』 コロナ社、2004
- 『農業ロボット(II)』 コロナ社、2006
- 『測量工学ハンドブック』 朝倉書店、2005
- 『精密農業』 朝倉書店、2006
- 『地理空間情報の基本と活用』 古今書院、2009
- “Agricultural Robots” Kyoto University Press (2011)
- 『太陽光植物工場の新展開』 養賢堂、2012
- “Agricultural Automation - Fundamentals and practices -” CRC Press (2013)
- 『スマート農業―農業・農村のイノベーションとサスティナビリティー』農林統計出版（2015）
- 『センサネットワーク応用市場における電子デバイス・材料の要求特性と技術開発（桜井貴康 監修）』S&T出版(2015)
- 『ロボット制御工学ハンドブック』近代科学社、2017
- 『スマート農業』（神成淳司 監修）NTS、2019
- 『新スマート農業』（農業情報学会 編）農林統計出版、2019
- 『農業食料工学ハンドブック』（農業食料工学会編）コロナ社、2020

### 監修
- 『ICTを活用した営農システム』北海道協同組合通信社、2015
- 『スマート農業の現場実装と未来の姿』北海道協同組合通信社、2017
- 『スマート農業の基本』誠文堂新光社、2020
- 『農業ロボットの最前線』シーエムシー出版、2020